# Anat Berko
Anat Berko (hebr.: ענת ברקו, ur. 14 stycznia 1960 w Izraelu) – izraelska kryminolog i polityk, w latach 2015–2019 poseł do Knesetu.

## Życiorys
Urodziła się 14 stycznia 1960 w Izraelu.
Służbę wojskową zakończyła w stopniu podpułkownika (segan alluf). Ukończyła studia z zakresu psychologii, socjologii i kryminologii na Uniwersytecie Bar-Ilana w Ramat Ganie (B.A). Kontynuowała studia kryminologiczne na tej samej uczelni zdobywając tytuły M.A. i doktorski (Ph.D.).
W wyborach w 2015 została wybrana posłem. W dwudziestym Knesecie przewodniczyła dwóm podkomisjom: ds. cyberobrony oraz ds. personelu Sił Obronnych Izraela. Zasiadała w komisjach pracy, opieki społecznej i zdrowia; edukacji, kultury i sportu; spraw zagranicznych i obrony; konstytucyjnej, prawa i sprawiedliwości, a także w wielu podkomisjach i komisjach wspólnych. W kwietniu 2019 utraciła miejsce w parlamencie.